# NGC 6493
NGC 6493 este o galaxie situată în constelația Dragonul. A fost descoperită în 5 iunie 1885 de către Lewis A. Swift.